# クラチエ州

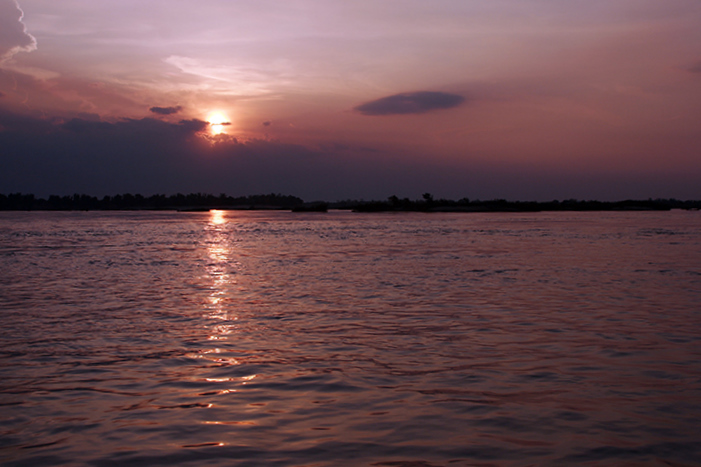
メコン川での日没

クラチエ州（クラチエしゅう）はカンボジアの州である。州都はクラチエ。
同州は5郡に分かれる。
- 1001 チェロン
- 1002 クラチエ
- 1003 プレアック・プラサブ
- 1004 サンボール
- 1005 スヌオル